# Drusus rizeiensis
Drusus rizeiensis là một loài Trichoptera trong họ Limnephilidae. Chúng phân bố ở miền Cổ bắc.